# Médine (rapero)
Médine, de su verdadero nombre Médine Zaouiche, es un rapero francés nacido el 24 de febrero de 1983. Es el autor de seis álbumes en solitario.

## Biografía

### Los inicios (2002-2004)
Empieza con apariciones en algunos álbumes de La Boussole y artistas que la componen (Ness & Cité, Bouchées Doubles, Samb, Koto, Enarce, Aboubakr).